# Vello Kaaristo
Vello Kaaristo (* 17. März 1911 in Narva; † 14. August 1965 in Narva) war ein estnischer Skilangläufer.
Kaaristo nahm an den Olympischen Winterspielen 1936 in Garmisch-Partenkirchen teil. Dabei belegte er den 30. Platz über 18 km und den 23. Rang über 50 km. Bei den nordischen Skiweltmeisterschaften 1938 in Lahti kam er auf den 125. Platz über 18 km und auf den zehnten Rang mit der Staffel.